# IJ (digráf)

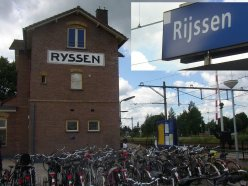
Vasútállomás neve – balra régies, jobbra modern formában

Különböző írásformák

Az ij kettős betű, digráf a holland nyelvben, amelynek mindkét tagját nagybetűvel írjuk minden olyan esetben, ha az első i nagybetűs. Az i és a j betűkből tevődik össze, gyakran ligatúraként jelenik meg. Időnként egyetlen betűként is kezelik, és mint ilyet, az y-nal együtt, a holland ábécé 25. betűjeként tartják számon.
Az ij hangalakja a holland köznyelvben és a legtöbb dialektusban általában az [eɪ] vagy az [ɛɪ] kettőshangzó. Helynevekben előfordul még a régi kiejtése, az [i], mint például Wijchen és Wijlre esetében. A -lijk képzőben a hangzása [ə].
Az IJ különbözik az Y betűtől, bár a régies(kedő) feliratokban gyakran az utóbbival helyettesítik. A mai holland nyelvben az y csak külföldi eredetű szavakban fordul elő. A középkori középholland nyelvben azonban – amikor az írásmódok még változatosak voltak – gyakran használták, és görög ij-nek, (a francia nyomán) i-grecnek, illetve ypsilonnak nevezték.
A holland nyelvből származó afrikaans nyelvben az ij-t általában továbbra is az y-nal jelölik.

## Eredete
Az ij eredetileg kettős i volt, ami a középhollandban a hosszú [i:] hangot jelezte. Akkoriban az i-t gyakran még pont nélkül írták, ezért az ıı digráf könnyen keverhető volt az u-val. Az olvashatóság könnyítése érdekében látták el a második i-t farkincával. Az ilyen alakot kapott, lange ij-nek nevezett digráfot 1804-ben vezették be hivatalosan.

## Jelenlegi alkalmazása

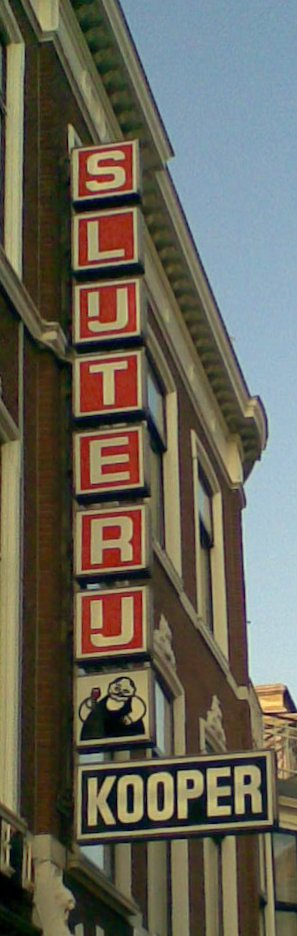
Ezen a cégtáblán az ij annyi helyet foglal el, mint egy-egy másik betű

Hollandiában sok vita folyt arról, hogy az IJ egy vagy két betű. Flandriában mindig két betűnek tekintették.
Az egy betűként történő kezelése melletti érvek:
- Ha egy ij-jel kezdődő szónak nagybetűvel kell kezdődnie, akkor mindkét része nagybetűs lesz: IJsselmeer, IJmuiden, és nem Ijsselmeer, Ijmuiden.
- A Grote Winkler Prins Encyclopedie holland nagylexikon 1993-ban leszögezte, hogy az ij a holland ábécé 25. betűje.[1]
- A holland ábécé felmondásakor annak a vége a következőképpen hangzik: iks, ij, zet, és csak a legritkább esetben mondanak ehelyett iks, ypsilon, zetet, iks, i-grec, zetet vagy iks, griekse ij, zetet.
- Az ij ligatúra helyet kapott a HTML-ben és az Unicode-ban (U+0132 Ĳ, U+0133 ĳ), bár használata nem javasolt.
- A hollandok kézírásban legtöbbször összekötik az egymással az ij két elemét, akkor is, ha a többi betűt külön írják.

Az ij két betűként kezelése melletti érvek:
- A holland nyelvet hivatalos nyelvként használó országok (Hollandia, Belgium és Suriname uniója, a Taalunie], állásfoglalása szerint ezt a digráfot két betűnek kell tekinteni (de a megfelelő esetekben mindkettőt nagybetűvel kell írni).[2]
- A holland gyakorlatban más betűkombinációkat (ou, au, eu és ui) is két betűként kezelnek, még az igazi ligatúrákat is, mint a francia œ. A hangalakot is két jellel jelöljük ([eɪ] vagy [ɛɪ]).
- Az ij eredetileg két i betűből jött létre.
- A Handwoordenboek Hedendaags Nederlands című holland szótár régebbi kiadásai szerint az ij betűjel két i-ből áll, melyek közül a második meghosszabbodik.[3]
- Az ábécérendben is két betű.
- A tekintélyes Van Dale holland nyelvi nagyszótár legutóbbi, 14. kiadásában is két betűként szerepel.[4]

## Fordítás
Ez a szócikk részben vagy egészben a IJ (digraaf) című holland Wikipédia-szócikk ezen változatának fordításán alapul.  Az eredeti cikk szerkesztőit annak laptörténete sorolja fel. Ez a jelzés csupán a megfogalmazás eredetét és a szerzői jogokat jelzi, nem szolgál a cikkben szereplő információk forrásmegjelöléseként.